# Comuna Krasine, Krîvîi Rih
Krasine (în ucraineană Красіне) este o comună în raionul Krîvîi Rih, regiunea Dnipropetrovsk, Ucraina, formată din satele Krasine (reședința), Krasne, Lenina, Novojîtomîr, Suvorovka, Trudove și Vodeane.

## Demografie
Componența lingvistică a satului Krasine
     Ucraineană (94,38%)
     Rusă (4,08%)
     Alte limbi (0,19%)
Conform recensământului din 2001, majoritatea populației satului Krasine era vorbitoare de ucraineană (94,38%), existând în minoritate și vorbitori de rusă (4,08%) și armeană (1,06%).